# مرد زنجبیلی
شیرینی زنجبیلی یک بیسکویت یا کلوچه است که از نان زنجبیلی تهیه می‌شود. این شیرینی به این دلیل که معمولاً آن را به شکل یک انسان درست می‌کنند، به مرد زنجبیلی معروف هست. با این حال، اشکال دیگری همچون تم‌های فصلی (کریسمس، هالووین، عید پاک و غیره) و شخصیت‌ها نیز دارد.

## تاریخچه

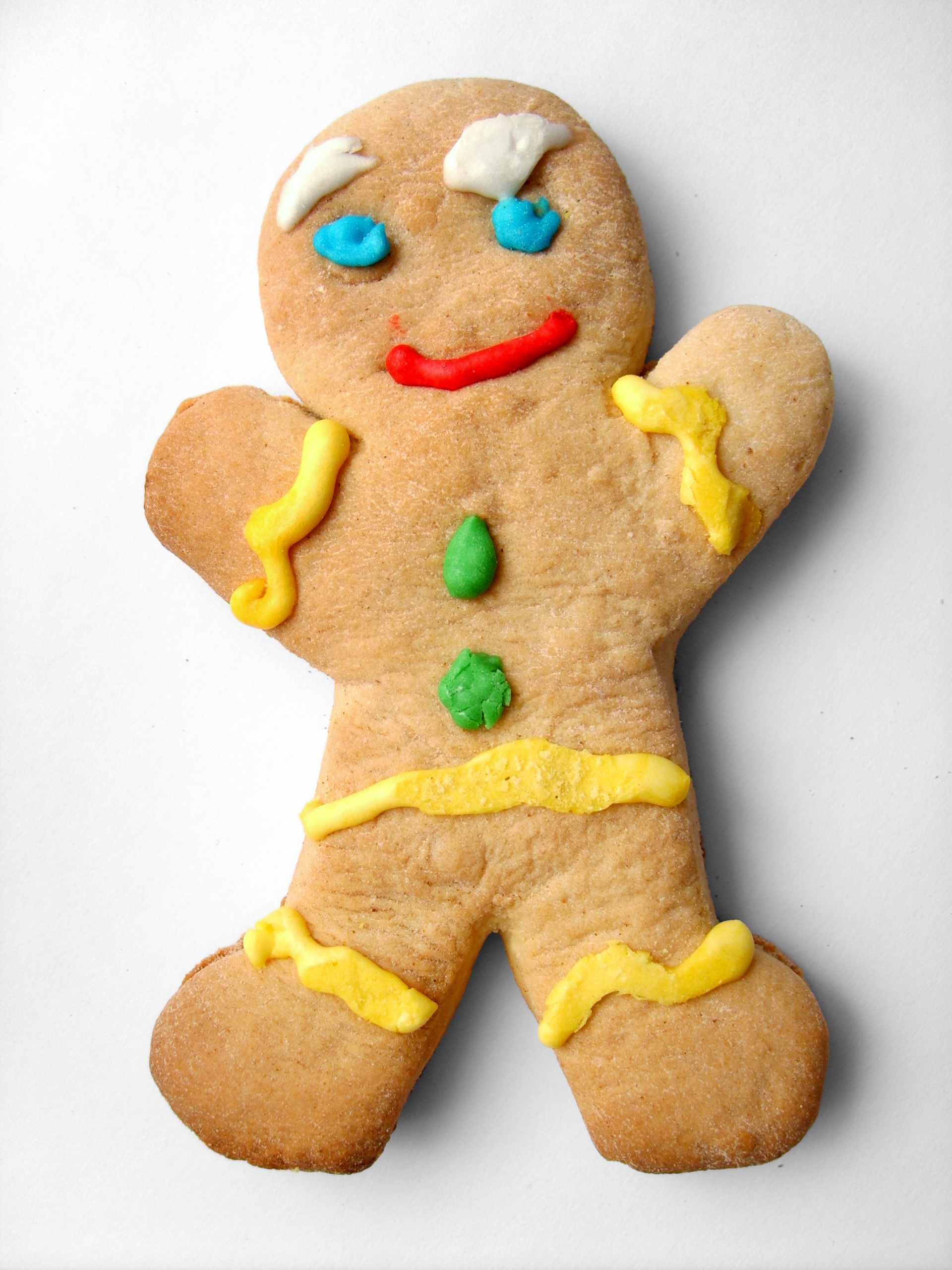
یک مرد زنجبیلی، با تزیین آیسینگ

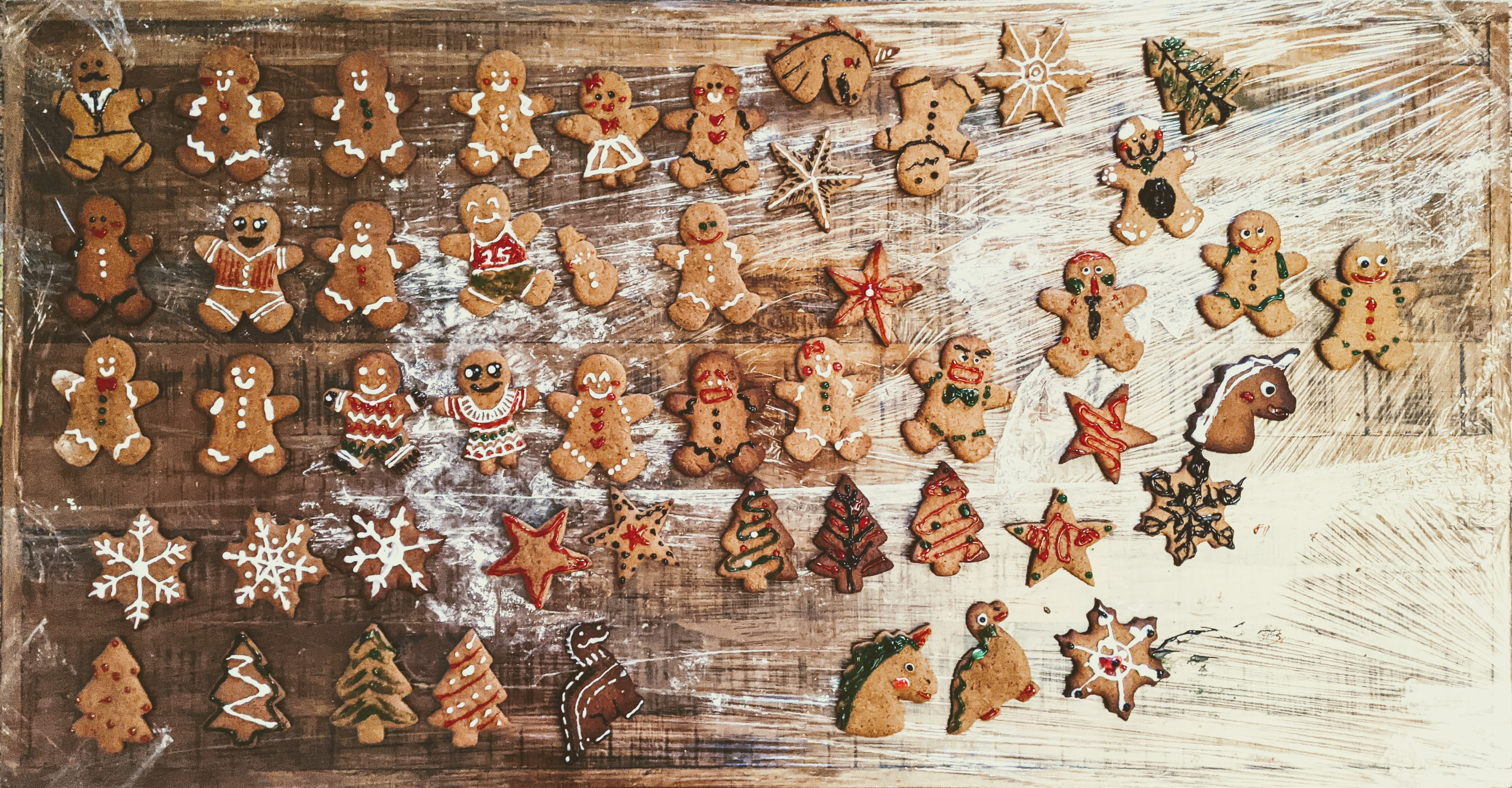
نان زنجبیلی تازه با انواع تزیینات

نان زنجبیلی متعلق به قرن پانزدهم است و بیسکویت‌سازی به شکل نمادین در قرن شانزدهم انجام می‌شد. اولین نمونه مستند از اشکال بیسکویت‌های زنجبیلی در دربار الیزابت اول انگلستان ثبت شده است. او فیگورهای شیرینی زنجبیلی را درست کرده و به شکل برخی از مهمانان مهم خود ارائه کرد.